# Vinny, az 1ügyű
A Vinny, az 1ügyű (eredeti cím: My Cousin Vinny) 1992-ben bemutatott amerikai filmvígjáték. Írta Dale Launer, rendező Jonathan Lynn, főszereplő Joe Pesci, Ralph Macchio és Marisa Tomei, valamint Fred Gwynne. Pesci és Tomei számos kritikai dicséretet kapott a szerepeik miatt, Tomei alakításáért megkapta a legjobb női mellékszereplőnek járó Oscar-díjat. A film rendezője, Jonathan Lynn később megjegyezte, nem volt csöppet sem meglepve sem a jelölésen, sem pedig a díj elnyerésén. Fred Gwynne kritikai elismerést kapott teljesítményéért Chamberlain Haller bíró szerepében. Sajnos nem tudott részesülni az újdonsült elismerésben, mivel hasnyálmirigyrákja fejlődött ki nem sokkal a forgatás után, és meghalt a következő évben.
Az American Bar Association Journal 2008 augusztusi kiadásában a „A 25 legjobb bírósági mozi” című összeállításukban, a Vinny, az 1ügyűt a harmadik helyen szerepeltették a Ne bántsátok a feketerigót! (1963) és a Tizenkét dühös ember (1957) után.

## Rövid történet
Két fiatal New York-it Alabama államban perbe fognak egy gyilkosság miatt, amit nem követtek el. Komikus vonása a történetnek egyikük unokatestvére, Vincent Gambini, az újdonsült ügyvéd, akinek ez az első ügye. Sok humor származik a pimasz olasz-amerikai Vinny és menyasszonya, Mona Lisa és a konzervatívabb déliek ellentétes vonásaiból.

## Cselekmény
|  | Alább a cselekmény részletei következnek! |

A történet elején két New York-i fiatalember, William Gambini (Ralph Macchio) és Stanley Rothenstein (Mitchell Whitfield), az USA Alabama államának Beechum nevű (fiktív) megyéjén áthaladva elfelejtenek kifizetni egy doboz tonhalat, amikor megállnak bevásárolni egy boltban. Nem sokkal távozásuk után a boltot kirabolják, a pénztárost pedig agyonlövik. Mivel illik rájuk a tanúk személyleírása, őrizetbe veszik őket gyilkosság gyanújával. A közvetett bizonyítékoknak, valamint annak köszönhetően, hogy elismerik a bűnösségüket, mivel egy félreértés következtében azt hiszik, hogy lopással gyanúsítják őket, Williamet („Billy”) emberölés, Stanleyt („Stan”) pedig bűnrészesség miatt vád alá helyezik.
Kétségbeesésükben értesítik Billy anyját, akitől megtudják, hogy a családban van egy ügyvéd, nevezetesen Billy unokatestvére, Vincent LaGuardia Gambini (Joe Pesci). Vincent („Vinny”) leutazik Beechum megyébe menyasszonya, Mona Lisa Vito (Marisa Tomei) kíséretében, majd az állami börtönben tett látogatása után elvállalja az ügyet. Vinny, bár lelkes, azonban teljesen kezdő, és a záróvizsgát is csak hatodszorra sikerült megcsinálnia, ráadásul az ügy távol esik a szakterületétől, az áldozatvédelemtől, továbbá bírósági tapasztalattal nem rendelkezik.
Bár Vinny-nek sikerül elhitetnie a konzervatív Chamberlain Haller bíróval (Fred Gwynne), hogy elég tapasztalt ahhoz, hogy az elvállalja az ügyet, azonban hamar kiderül, hogy nem ismeri az alapvető bírósági eljárásokat sem, emiatt már az első napon bajba kerül az előzetes meghallgatáson, tiszteletlen magatartása miatt a bíróság felé (például az utcai bőrdzsekijében jelenik meg). Haller a bíróság megsértése miatt büntetést szab ki rá, amit börtönben kell letöltenie, azonban Lisa kifizeti érte az óvadékot. A következő napon (ügyfelei megdöbbenésére) Vinny a tapasztalatlansága miatt nem tesz fel kérdéseket a tanúknak, részben azért, mert az ügyész, Jim Trotter III (Lane Smith) nem vette a fáradságot, hogy nyilvánosságra hozza a bizonyítékokat Vinny számára. Úgy tűnik, a tanúk állításai megkérdőjelezhetetlenek, és a vád támadhatatlan. Vinny gyenge szereplése miatt a tárgyaláson Billy és Stan úgy dönt, hogy helyette a törvényesen kirendelt védőt, John Gibbonst (Austin Pendleton) fogadják fel.
Az ügyész meghívja Vinnyt egy baráti vadászatra, eközben Vinny (úgy hiszi, agyafúrt módon) elkéri a tanúvallomások példányát. Vinny eleinte úgy véli, ennek oka a ravaszsága, de Mona Lisa, aki belenézett Vinny bírósági eljárásról szóló könyvébe, tájékoztatja, hogy az ügyészt törvény kötelezi az információk átadására, és hogy ezen kívül Vinny-nek joga van kikérdezni a tanúkat még a tárgyalás előtt. Vinny így jár el, és azt kéri Billytől és Stantől, hogy adjanak neki egy esélyt, hogy kihallgasson egy tanút a tárgyaláson és ezzel bizonyítsa, hogy alkalmas az ügyvédi feladatra, azonban ha ez nem rázza meg a büntetőeljárást, akkor haza fog térni, és a páros kitarthat a hivatalos ügyvéd mellett.
A tárgyaláson ekkor Vinny képviseli az unokatestvérét, és Gibbons (a kirendelt védő) képviseli Stant. Vinny ekkor egy régi stílusú, hosszú farkú, piros szmokingot visel (amit a ruhakölcsönzőből vett ki), erről Haller bíró azt feltételezi, hogy Vinny gúnyt űz belőle és a bíróságból, Vinny azonban kifejti, hogy az eredeti ruhája a sárba esett és hogy tartani akarja magát a bíró által megszabott szabályokhoz, mely szerint a bíróságon textilből készült öltönyben kell megjelennie. Vinny, kimerülve az alváshiány miatt az elmúlt napokban, Trotter ügyész bevezetőjét átalussza. Felébresztve azonban úgy tűnik, Vinny pótolni tudja tudatlanságát és tapasztalatlanságát egy agresszív kihallgatási stílussal. Miközben a kirendelt védőügyvéd nem csak dadog, hanem ráadásul úgy tűnik, a rosszul előkészített kérdéseivel a fiúk ellen fordítja az esküdteket, Vinny gyorsan megcáfolja az első tanú vallomását (a helyiek által is kétségtelen módon), bizonyítva, hogy rosszul becsülte meg azt az időt, amit Billy és Stan a boltban töltött.
Billy bizalma megerősödik bácsikájában, és Stan bejelenti a bíróság előtt, hogy ő is Vinny-t akarja védőjének, Gibbonst pedig elbocsátja.
A tárgyalás második napján Vinny további vizsgálatokat végez a két másik szemtanúval is, és bebizonyítja a tárgyaláson, hogy a második tanú olyan súlyos rövidlátásban szenved, hogy nem lát jól fele olyan távolságban sem, mint ami az ablaka és a bűncselekmény helyszíne között volt. Vinny a harmadik tanú vallomását is megcáfolja olyan fényképek bemutatásával, amik az ő ablakán keresztül történtek, így a harmadik tanú elismeri, hogy nem tudta jó megnézni az elkövetőket az ablakot elborító piszok és az ablak előtt álló fák miatt, és a megfigyelésre rendelkezésre álló idő is rövid volt.
Ekkor Trotter ügyész meglepetéssel szolgál, mert új tanút mutat be George Wilbur (James Rebhorn) FBI-elemző személyében, aki bizonyítja, hogy a tetthelyen hagyott gumiabroncs-nyomok a formai és vegyi elemzések szerint azonosak a Billy által vezetett Buick Skylark gumiabroncsának nyomaival.
Ekkor engedélyeznek egy rövid szünetet, hogy az ügyvéd felkészüljön a tanú kihallgatására, de Vinny nem tud előállni olyan kérdéssel, ami zavarba hozná a szakértőt, ettől Vinny frusztrált lesz, és gúnyolni kezdi Lisa nagylátószögű fényképeit, amiket a helyszínen készítette és most használhatatlannak bizonyulnak. Lisa kiviharzik a teremből, Vinny pedig a fényképeket bámulja, amiken a gumiabroncsok nyomai láthatók a tett helyszínén. Nem sokkal később hirtelen felismeri, hogy az egyik fénykép kulcsfontosságú: a gumiabroncs-nyomok azt mutatják, hogy azok nem Billy autójától származnak! Vinny-nek szüksége van Lisára, hogy ő mint autószakértő tanúskodjon. Törvényes erőszakot alkalmazva bevezetteti a terembe, ahol Trotter ellenvetést jelent be a védelem új tanúja ellen, de ezt Haller bíró elutasítja, és lehetővé teszi Lisa kihallgatását. Vinny kérdéseket tesz fel az eleinte kelletlenül válaszolgató Lisának.
Lisa részletekbe menő, briliáns magyarázattal bizonyítja, hogy Vinny elmélete helyes, hiszen a képek szerint a menekülő autónak egyszerre kellett önzáró differenciálművel és független hátsó felfüggesztéssel rendelkeznie, valamint Lisa azt is elmondja, hogy csak két General Motors autó rendelkezik ezekkel a tulajdonságokkal ebből az évjáratból: a Chevrolet Corvette (amit jól ismert alakja miatt nem lehet összetéveszteni más autóval), és a Pontiac Tempest (amely hasonló a Billy által vezetett Skylarkhoz, és kapható volt ugyanolyan metálzöld színben). Vinny ekkor visszahívja az FBI-elemzőt, aki kénytelen egyetérteni Lisának azzal az állításával, hogy Billy autója nem hagyhatta a képeken látható keréknyomokat.
Ezután Vinny bizalmasan megkéri a helyi seriffet, Dean Farley-t (Bruce McGill) hogy ellenőriztesse le, amit egy papírfecnin átad neki. Rövid szünet után a seriff tanúskodik, és elmondja, hogy a georgia-i seriff információja szerint letartóztattak két férfit, akik külseje Billy és Stan megjelenésére emlékeztet, lopott autót vezettek (egy metálzöld Pontiac Tempest-et), és birtokukban volt egy pisztoly, aminek azonos a kalibere a gyilkosság helyszínén használt kaliberrel. Vinny nem mond záró összefoglalót, Trotter azt kéri a bírótól, hogy ejtse az összes vádat Billy és Stan ellen. A vád visszavonása után Haller bíró kijelenti, hogy Billy és Stan ártatlanok a sarki bolt alkalmazottja ellen elkövetett gyilkosságban.
Az egész filmben Vinny és Haller bíró macska-egér játékot játszanak Vinny képesítésének érvényessége tárgyában. Haller először is felfedezi, hogy Vinny azon állítása ellenére, hogy már „jó néhány” gyilkossági ügye volt, nincsenek feljegyzések Vincent Gambini nevű ügyvédről a New York államban lezajlott perek aktáiban. Vinny ekkor azt állítja, hogy nevet változtatott, mert korábbi pályafutásában színpadi színész volt, és tovább használja az eredeti nevét, amikor elkezdte a jogi gyakorlatot. Vinny úgy gondolja, olyan valakinek a nevét kell mondania, akinek ügyvédi gyakorlata lefedi azt, amit ő a bírónak sajátjaként felvázolt, ezért Jerry Gallo nevét mondja, aki jól ismert peres ügyvéd New Yorkban. Lisa azonban rámutat, hogy Gallo meghalt nem sokkal az eset előtt, és amikor Haller is felismeri ezt, Vinny azt állítja, hogy Haller félrehallotta a nevet „Gallo”-nak, amikor ő azt mondta: „Callo”.
Miután Billy-t és Stant felmentették, Lisa megmenti Vinnyt azzal, hogy felhívja egy jó ismerősét, Malloy bírót New Yorkban, aki válaszol Haller kérelmére, és megerősíti, hogy Jerry Callo hosszú és lenyűgöző ügyvédi múlttal rendelkezik. Haller bocsánatot kér Vinny-től a „félreértés” miatt és dicséri jogászi képességeit.
A film azzal zárul, hogy Vinny és Lisa hazafelé tartanak az autójukban, és az esküvőjükről vitatkoznak, mivel Vinny megígérte Lisának (tíz évvel korábban), hogy összeházasodnak, miután önállóan megnyerte első ügyét.

## Szereplők
| Karakter                         | Színész            | Magyar hang       |
| -------------------------------- | ------------------ | ----------------- |
| Vincent Gambini                  | Joe Pesci          | Reviczky Gábor    |
| Billy Gambini                    | Ralph Macchio      | Bor Zoltán        |
| Mona Lisa Vito                   | Marisa Tomei       | Kiss Erika        |
| Stan Rothenstein                 | Mitchell Whitfield | Csonka András     |
| Chamberlain Haller bíró          | Fred Gwynne        | Velenczey István  |
| Jim Trotter III, kerületi ügyész | Lane Smith         | Papp János        |
| John Gibbons                     | Austin Pendleton   | Beregi Péter      |
| Dean Farley seriff               | Bruce McGill       | Kisfalussy Bálint |
| Sam Tipton                       | Maury Chaykin      | Pataki Imre       |
| Constance Riley                  | Paulene Myers      | Kassai Ilona      |
| Ernie Crane                      | Raynor Scheine     | Cs. Németh Lajos  |
| George Wilbur                    | James Rebhorn      | Orosz István      |
| J.T.                             | Chris Ellis        | Csuja Imre        |
| Nyakmerevítős                    | Michael Simpson    |                   |
| Puliszkaszakács                  | Lou Walker         |                   |
| Jimmy Willis                     | Kenny Jones        |                   |
| Férfi a téren                    | Thomas Merdis      | Varga Tamás       |
| Börtönőr                         | J. Don Ferguson    | Varga Tamás       |
| Börtönőr                         | Michael Genevie    | Varga Tamás       |
| Seriffhelyettes                  | Jeff Lewis         |                   |
| Seriffhelyettes                  | Ron Leggett        |                   |
| Seriffhelyettes                  | Aubrey J. Osteen   |                   |
| Hotelportás                      | Larry Shuler       |                   |
| Nő                               | Suzi Bass          |                   |
| Rabszállítósofőr                 | Michael Burgess    |                   |
| Törvényszolga                    | Bill Coates        | Galgóczi Imre     |
| Teremszolga                      | Jill Jane Clements |                   |
| Esküdt                           | Muriel Moore       |                   |
| Esküdt                           | Bob Penny          |                   |

## Forgatási helyszínek
A Sac-O-Suds bolt a Georgia állami 16-os úton található, Jasper megyében, amely keletre van Jacksontól (Georgia állam). A törvényszék Monticello főterén van (Georgia állam). A Dave's Barbecue és a Sea Food (ahol Vinny és Lisa összekapnak a film vége felé) a főtér közelében van.
Egyes felvételeket Jasper és Putnam megye környékén vettek fel (Georgia állam). A Putnam General Motel, ahol az első éjszakát töltik, és ahol reggel megismerkednek a kukoricadarával, a 441-es autópálya mellett északra van, a Putnam megyei Eatonton városon kívül. A motel még 2010-ben is működött, de az étterem már évekkel korábban bezárt. A tényleges fafeldolgozó, ami a filmben ugyanabban az utcában, a motellel szemben van, valójában a Georgia Pacific Plant, Jasper megyében (Georgia állam). Farley seriff megemlíti, hogy a két őrizetbe vett fiút (a Tempest autóban) Jasper megyében tartóztatták le.

## Fogadtatás

### Pénztári bevételek
A film, melynek költségvetése 11 millió dollár volt, sikeresebb lett a vártnál: az összbevétel 52 929 168 dollár volt az amerikai piacon, és további 11 159 384 dollár külföldön, így a teljes bevétel 64 088 552 dollárra rúgott.

## Díjak, jelölések

### Oscar-díj(1993)
- díj: Marisa Tomei (legjobb női mellékszereplő)

### American Comedy Awards (1993)
- díj: Joe Pesci (legviccesebb férfi főszereplő)

### Chicago Film Critics Association Awards (1993)
- díj: Marisa tomei (legígeretesebb színésznő)

### MTV Movie Awards(1993)
- díj: Marisa Tomei (legjobb feltörekvő színésznő)
- jelölés: Joe Pesci (legjobb komikus színész)

## Zenei album
Joe Pesci később felhasználta Vincent LaGuardia Gambini karakterét a Vincent LaGuardia Gambini Sings Just for You című albumán, mely tartalmazza a Hey, Cousin Vinny című dalt is. Az album borítóján Pesci egy ahhoz hasonló piros ruhában látható, mint amilyen nevetséges öltönyt a filmben viselt.